# Чилийская кухня

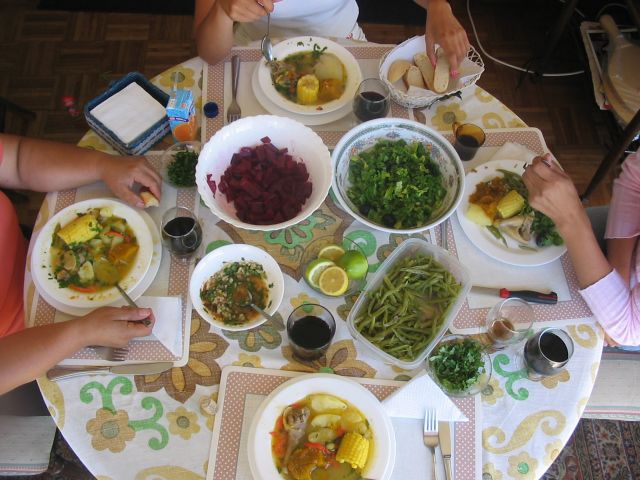
Казуэла (Cazuela)

Чилийская кухня главным образом является сочетанием традиционной испанской кухни, чилийской культуры и местных продуктов, с более поздними влияниями от других европейских кухонь, в частности Германии, Италии и Франции.
Традиционные рецепты кухни Чили отличаются разнообразными вкусами и ингредиентами. Уникальные виды рыб, моллюсков, ракообразных и водорослей, которые растут благодаря течению Гумбольдта, отличают чилийскую кухню от остальных. По причине того, что Чили является крупным производителем винной продукции, многие блюда потребляются с вином.

## История
С приходом испанских завоевателей во главе с Педро де Вальдивия в 1540 году пришли некоторые продукты, которые стали основой в чилийской кухне — пшеница, свинина, баранина, крупный рогатый скот, курица и вино — в то время как коренные народы внесли картофель, кукурузу, бобы и морепродукты. Различные комбинации этих основных ингредиентов составляют основу наиболее характерных блюд чилийской кухни. Питание в колониальные времена имело тенденцию быть тяжёлым и насыщенным. Обед был всегда больше, чем ужин, начиная с блюд из рыбы, мяса или птицы, с последующим рагу со свежей сладкой кукурузой и картофелем. Сопровождали блюда 3 вида хлеба. Обед и ужин заканчивался травяным настоем, как правило, Paico («мексиканский чай» или «чай иезуитов») чтобы помочь пищеварению, и, наконец, фрукты и ягоды на десерт, в основном клубника.
В семнадцатом веке выпечка была популяризована монахинями, которые готовили в монастырях. Популярная чилийская поговорка, «tiene mano de monja» («у него/неё руки монахини»), приходит с этого периода и обозначает того, кто действительно хорош в выпечке или приготовлении пищи в целом. Рецепты выпечки монахинь быстро стали популярными среди остального населения Чили. В тот же период гусей и индеек привозили в Чили из Мексики, а дыни и арбузы из Ямайки. В течение восемнадцатого века чилийская кухня стала более изощрённой, особенно среди аристократии. Чай и кофе стал заменять мате, чилийское вино стало популярным и люди начали пить чичу — сладкое вино, сделанное из сброженного винограда или яблок.
В первые годы чилийской независимости чилийцы отмечали праздники с эмпанадой, чичей и красным вином, которое сегодня также употребляется на традиционных ежегодных мероприятиях. В начале XX века появилась традиция готовить на Новый год и Рождество алкогольный коктейль c кофе  и молоком кола де моно.

### Влияние иммигрантов
В девятнадцатом веке Чили начала формировать свою собственную идентичность, и еда стала частью этого процесса. Иммиграция, которая была ограниченной и случайной в начале молодой республики, теперь активно поощрялась чилийским правительством в период с конца девятнадцатого века и до начала двадцатого. Разнообразие продуктов увеличилось с прибытием немецких иммигрантов на юг страны, которые оказали сильное влияние на чилийскую кухню, даже до сегодняшнего дня. Они привезли с собой блюда из свинины, колбасы и выпечку. Сегодня берлинеры и кухены распространены в пекарнях по всему Чили. Итальянские иммигранты привезли макароны и мясные продукты, а в таких городах, как Капитан Пастене на юге Чили, до сих пор готовят прошутто так же, как и первые итальянские иммигранты.
В двадцатом веке французская культура оказала сильное влияние на Чили, включая ее кухню. Французская гастрономия и методы повлияли на приготовление пищи и даже заменили некоторые блюда, например, испанскую тортилью, которую заменил омлет. Вместе с итальянцами, немцами и французами пришли хорваты, греки, палестинцы, бельгийцы и баски. В XXI веке Чили является современной и процветающей страной с сильным экономическим ростом, приносящим больший доход и, как следствие, развитие богатой гастрономической индустрии.
В некоторой степени употребление пищи связано с blanqueamiento или «отбеливанием». Например, в Осорно, чилийском городе с сильным немецким наследием, потребление десертов, мармеладов и кухенов «отбеливает» (приближает к белой расе) жителей города. В то время как местные и сырые блюда, такие как ñachi (из крови животных), ассоциируются с маскулинностью, европейская кухня и особенно десерты считаются феминными.